# Jatropha stevensii
Jatropha stevensii är en törelväxtart som beskrevs av Grady Linder Webster. Jatropha stevensii ingår i släktet Jatropha och familjen törelväxter.
Artens utbredningsområde är Nicaragua. Inga underarter finns listade i Catalogue of Life.